# Bayside (Wisconsin)
Bayside is een plaats (village) in de Amerikaanse staat Wisconsin, en valt bestuurlijk gezien onder Milwaukee County en Ozaukee County.

## Demografie
Bij de volkstelling in 2000 werd het aantal inwoners vastgesteld op 4518. In 2006 is het aantal inwoners door het United States Census Bureau geschat op 4253, een daling van 265 (-5,9%).

## Geografie
Volgens het United States Census Bureau beslaat de plaats een oppervlakte van 6,2 km², geheel bestaande uit land.

## Plaatsen in de nabije omgeving
De onderstaande figuur toont nabijgelegen plaatsen in een straal van 8 km rond Bayside.